# بيتر باريت (أستاذ جامعي)
بيتر باريت (بالإنجليزية: Peter Barrett)‏ هو متسابق يخت أمريكي، ولد في 20 فبراير 1935 في ماديسون في الولايات المتحدة، وتوفي بنفس المكان في 17 ديسمبر 2000.

## وصلات خارجية
- بيتر باريت على موقع الاتحاد الدولي للملاحة الشراعية (موقع جديد) (الإنجليزية)
- بيتر باريت على موقع الاتحاد الدولي للملاحة الشراعية (موقع قديم) (الإنجليزية)
- بيتر باريت على موقع اللجنة الأولمبية الدولية (الإنجليزية)
- بيتر باريت على موقع أوليمبيديا (الإنجليزية)